# 我羅他不
我羅他不（： naeronambul），是一個韓語偽四字成語及流行語，即「我來外遇就是羅曼史、他人外遇就是不倫」（내가 하면 로맨스, 남이 하면 불륜 / 내가 하면 로맨스, 남이 하면 不倫）的縮寫，此字意思類似中文的「只許州官放火，不許百姓點燈」，用以諷刺人的雙重標準。此字源於1990年代新韓國黨國會議員朴熺太所用的比喻，其後在政治上廣泛被用於批評朴槿惠政府及文在寅政府。 另一個同樣是新造的近義詞「我是他非」（：／ asitabi）曾於2020年當選韩国年度成语。

## 詞源
「我羅他不」一詞出現於1990年代中後期，當時主要以「人家做就是不倫，我做就是浪漫」的形式出現，是對「我做就是藝術，人家做就是猥褻」、「我做就是娛樂，人家做就是賭博」等諷刺雙重標準語句的戲仿，而時任韩国国会議員朴熺太是第一個公開使用此句式的人。1996年韓國大選結束後，時任總統金泳三所屬的保守派新韓國黨面臨「朝小野大」的局面。在金大中所屬的自由派新政治國民會議、以及金鍾泌所屬、同屬保守派的的自由民主聯合夾擊下，新韓國黨招攬了11名獨立議員成為其黨員。此舉遭新政治國民會議批評為「竊取黨員」，在野陣營亦指責金泳三過於傲慢偏執，導致國會陷入僵局；至於新韓國黨則反駁曰國會僵局是金大中和金鍾泌的責任，而該黨所屬的朴熺太議員則表示：「由『場外指導者』（指長期從事黨外運動的金大中）操縱的『遙控器國會』得趕快終結⋯⋯在野黨批評總統的主張，就像是『我來外遇是浪漫、別人外遇就是不倫』、『我買房地產是投資，別人買就是投機』。」此言既出，「我羅他不」就成為了流行語。 

## 使用
2015年7月，共同民主党議員田炳憲用此詞批評朴槿惠的一場針對朝野矛盾的講話。 
文在寅执政後，《教授新聞》於2020年将「我羅他不」的近義新造成語「我是他非」選為年度成語，是第一個當選的新造詞。提名該成語的教授舉出了曹國事件、尹锡悦和秋美愛之間的矛盾以及COVID-19疫情中所體現的雙重標準為提名原因。 

## 評價
路透社記者申贤熙（音譯）評論，共同民主黨於2021年首尔市长补选中失利的原因是选民对“黨內貪腐和性虐待醜聞”（graft and sex abuse scandals in a party）的憤怒，並直接借用這個詞。  《文化日報》社論作者黄成奎（音譯）則以為，「我羅他不」是因「偽善的政客與周邊的政治勢力使自己與他人切割」而創造的一个词，並批評「這個字是一個不符合文法的鬼胎語」。 

## 脚注
1. 1 2  . 想想論壇.   [2023-07-19]. （原始内容存档于2023-07-20） （中文（繁體））.
2. 1 2 3  박성진 기자. . 동아일보. 2017년 6월 24일  [2021년 9월 27일]. （原始内容存档于2021-09-26）.
3. ↑  박태훈 기자. . 세계일보. 2017년 11월 11일  [2021년 9월 27일]. （原始内容存档于2021-09-26）.
4. ↑  정미희 기자. . 조이뉴스24. 2019년 10월 25일  [2021년 9월 27일]. （原始内容存档于2023-07-20）.
5. ↑  김동하 기자. . 조선일보. 2020년 12월 20일  [2021년 9월 27일]. （原始内容存档于2021-09-26）.
6. ↑  Shin, Hyonhee. . 路透社. 2021-04-09  [2023-07-20]. （原始内容存档于2023-07-20） （英语）.
7. ↑  황성규 논설위원. . 문화일보. 2021년 4월 12일  [2021년 9월 27일]. （原始内容存档于2021-09-26）.